# Bitka za Sidi Barrani
Bitka za Sidi Barrani je bila kopenska bitka, ki je potekala 11. decembra 1940 za egiptovsko mesto Sidi Barrani med britanskimi in italijanskimi silami. V tej bitki, kjer je imela vodilno vlogo britanska 7. oklepna divizija, so Britanci uničili štiri italijanske divizije ter zajeli 38.300 vojakov (med njimi so bili tudi 4 generali), 400 topov in 50 oklepnikov. Ta bitka je predstavljala prelomno točko v afriški fronti, saj po tej bitki Italijani niso bili več sposobni braniti egiptovsko-libijske meje.